# Amy Jo Johnson
Amy Jo Johnson (Cape Cod, Massachusetts, 6 de octubre de 1970) es una actriz, cantante, gimnasta, compositora y música canadiense-estadounidense.
Conformó el elenco original de la serie televisiva de aventuras Mighty Morphin Power Rangers, donde interpretó a Kimberly Hart, la primera Power Ranger rosa. Además, interpretó con gran éxito a Julie en la serie televisiva Felicity y a Jules Callaghan en el drama policial canadiense Flashpoint.

## Biografía
Hija de Greig Johnson, un vendedor de coches, y de Christine Johnson, quien administraba una tienda de ropa. Se interesó por la gimnasia artística, y tras cuatro años de entrenamiento, compitió en los Juegos Olímpicos. Participó en numerosas competiciones de barras asimétricas, recorriendo para ello gran parte de Estados Unidos y Europa. La rotura de la articulación del codo, acabó con su carrera deportiva.
Al finalizar la educación secundaria en el instituto Dennis-Yarmouth, viajó a Nueva York para estudiar interpretación en la Academia Americana de Arte Dramático (American Academy of Dramatic Arts) y en el Instituto de Teatro y Cine Lee Strasberg.
Años más tarde, se mudó a Los Ángeles para trabajar en la serie televisiva Power Rangers en 1993, con Austin St. John, David Yost, Thuy Trang fallecida en 2001 a causa de un accidente de tránsito, y Walter Jones. Su personaje era Kimberly Hart y fue la primera actriz en interpretar a la Power Ranger rosa. En la tercera temporada, Amy se retiró para dejar el puesto a Catherine Sutherland. En 1997 regresó a los Power Rangers para participar en la película Turbo: A Power Rangers Movie, aunque esta vez interpretó a Kimberly Hart sin transformar.
En 1998 tuvo un papel menor en la película Wihout Limits y otro como un vampiro en Cold Hearts. Regresó a la televisión con la participación en la serie televisiva Felicity entre 1998 y 2002, donde interpretó el papel de Julie Embrick.  Estuvo a punto de rechazar este papel, ya que tenía que cuidar a su madre, a quién le habían detectado cáncer semanas antes. Falleció diez meses más tarde a causa de la enfermedad.
En cuanto a su carrera musical empezó en el grupo Valhalla de estilo acid-folk, con el guitarrista Tim Barreto. En su trayectoria musical ha grabado un álbum en solitario, al que puso voz y letra: The Trans-American Treatment en 2001, y dos discos como vocalista: en 2004 grabó Imperfect con el sello Sneaky Alligator Music al que puso voz y guitarra; y en 2013 Never Broken con el sello Cozy Life. En el cine se la pudo ver en la película Interstate 60, protagonizada por James Marsden, más conocido como Cíclope en X-Men.
Hubo rumores de que participaría en Power Rangers Mystic Force como la Power Ranger Místico Blanco, pero finalmente se descartó, obteniendo el papel la actriz Peta Rutter. En 2005 se mudó a Canadá con el objetivo de tomarse un descanso y de encauzar su carrera como actriz. Obtuvo la nacionalidad canadiense en 2015. Formó parte del reparto de la serie Flashpoint entre los años 2008 y 2012. La serie narra la vida de una unidad especial de rescate de la policía canadiense, donde interpreta a Julianna «Jules» Callaghan, miembro de dicha unidad. Johnson puso música a la serie.
En 2013 rodó Bent un corto por el que obtuvo el Premio del jurado en el Festival Internacional de Cine de Toronto, y un año después rodo otro corto, Lines. Ha sido la realizadora, guionista, productora y actriz principal de la película The Space Between, producido mediante micromecenazgoy que se estrenó en 2016. En 2019 estrenó la miniserie The has been. Ese año dirigió Tammy's Always Dying rodada en un breve espacio de tiempo, una película cuyo argumento guarda similitudes con la vida de la propia Jhonson. Felicity Huffman interpretó el papel protagonista, mientras que el resto del reparto estuvo compuesto por Clark Johnson, Aaron Ashmore, Kristian Bruun y Jessica Greco. La cinta fue estrenada en el Festival Internacional de Cine de Toronto 2019.

## Filmografía

### Film
| Año  | Título                                  | Rol                      | Notas                                     |
| ---- | --------------------------------------- | ------------------------ | ----------------------------------------- |
| 1995 | Mighty Morphin Power Rangers: The Movie | Kimberly Hart            |                                           |
| 1997 | Turbo: A Power Rangers Movie            | Kimberly Hart            |                                           |
| 1998 | Without Limits                          | Iowa's Finest            |                                           |
| 1999 | Cold Hearts                             | Alicia                   |                                           |
| 2001 | Liars Club                              | Karen                    |                                           |
| 2001 | Pursuit of Happiness                    | Tracy                    |                                           |
| 2002 | Infested                                | Jesse                    |                                           |
| 2002 | Interstate 60                           | Laura                    |                                           |
| 2006 | Islander                                | Cheryl                   |                                           |
| 2007 | Veritas, Prince of Truth                | Marty Williams           |                                           |
| 2011 | Summer Song                             | Jenni                    |                                           |
| 2012 | Tiger Eyes                              | Gwen Wexler              |                                           |
| 2013 | Coming Home for Christmas               | Wendy O'Brien            | Direct a video                            |
| 2016 | The Space Between                       | Amelia                   | También directora, escritora y productora |
| 2017 | Power Rangers                           | Habitante de Angel Grove | Cameo                                     |
| 2019 | Tammy's Always Dying                    | N/A                      | Directora                                 |

### Televisión
| Año             | Título                           | Rol                         | Notas                                                   |
| --------------- | -------------------------------- | --------------------------- | ------------------------------------------------------- |
| 1993–1995       | Mighty Morphin Power Rangers     | Kimberly Hart / Ranger Rosa | Protagonista                                            |
| 1995            | The Eddie Files                  | Cindy                       | Episodio: "The Counting Principle: Eddie in Barbieland" |
| 1996            | Saved by the Bell: The New Class | Linda                       | Episodio: "Backstage Pass"                              |
| 1996            | Susie Q                          | Susie Quinn / Maggie        | Película para televisión                                |
| 1997            | Killing Mr. Griffin              | Susan McConnell             | Película para televisión                                |
| 1997            | Perfect Body                     | Andie Bradley               | Película para televisión                                |
| 1998–2000, 2002 | Felicity                         | Julie Emrick                | Protagonista (temporadas 1–3); Invitada (temporada 4)   |
| 1999            | Sweetwater                       | Nansi Nevins                | Película para televisión                                |
| 2001            | ER                               | Jill                        | Episodio: "Partly Cloudy, Chance of Rain"               |
| 2001            | Night Visions                    | Sara                        | Episodio: "Rest Stop/After Life"                        |
| 2002            | Spin City                        | Stephanie                   | Episodio: "Sex, Lies and Video Date"                    |
| 2003            | Hard Ground                      | Elizabeth Kennedy           | Película para televisión                                |
| 2004            | The Division                     | Stacy Reynolds              | Proptagonista (temporada 4)                             |
| 2004            | I Love the '90s                  | Ella misma                  | 1 episodio                                              |
| 2005–2007       | Wildfire                         | Tina Sharp                  | Recurrente (temporadas 1–3)                             |
| 2006            | Fatal Trust                      | Kate                        | Película para televisión                                |
| 2006            | Magma: Volcanic Disaster         | Brianna Chapman             | Película para televisión                                |
| 2006            | What About Brian                 | Karen                       | 3 episodios                                             |
| 2008–2012       | Flashpoint                       | Jules Callaghan             | Protagonista                                            |
| 2013            | Cracked                          | Sydney Reid                 | Episodio: "Night Terrors"                               |
| 2014            | Bookaboo                         | Ella misma                  | Episodio: "The Talent Show"                             |
| 2014            | Covert Affairs                   | Hayley Price                | Recurrente (temporada 5)                                |
| 2019            | The Has Been                     | Jordanna                    | Protagonista                                            |
| 2022            | Superman & Lois                  | Directora                   | Episodio: "Tried and True"                              |

### Cortos
| Año  | Título | Rol    | Notas                         |
| ---- | ------ | ------ | ----------------------------- |
| 2013 | Bent   | Amelia | También directora y escritora |
| 2014 | Lines  | N/A    | Directora y escritora         |